# Camponotus tonduzi
Camponotus tonduzi is een mierensoort uit de onderfamilie van de schubmieren (Formicinae). De wetenschappelijke naam van de soort is voor het eerst geldig gepubliceerd in 1899 door Forel.